# Рідке скло

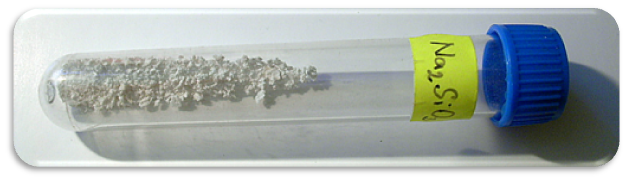
Na_{2}SiO_{3}

Рідке́ скло (англ. water glass, нім. flüssiges (flüssigkeitsänliches) Glas n) — лужний розчин силікатів натрію і калію. Застосовується для склеювання целюлозних матеріалів (інколи у комбінації з поліакриламідом). Також відоме як силікатний клей (торговельна назва).

## Загальна характеристика
Рідке скло є в'язкою рідиною від світло-жовтого до жовто-коричневого кольору, густиною 1300—1800 кг/м³. За своїми функціями воно є прискорювачем тужавіння і твердіння тампонажних розчинів; у разі додавання 3—5 % суттєво збільшує в'язкість та граничну напругу зсуву; значно підвищує рН розчину (до 12 і вище).
Його отримують в процесі плавлення кварцового піску з кальцинованою содою. Готовий продукт належить зберігати у закритих ємностях, оскільки на відкритому повітрі він розкладається.
У продаж рідке скло надходить як у бочках і цистернах, так і у твердому вигляді, навалом — у вигляді силікат-брили чи гранул. У цьому випадку для розчинення необхідно нагрівати з водою в автоклавах (ГОСТ 13078-81).
Основними показниками, що визначають властивості рідкого скла є його в'язкість і модуль — відношення SiO2/Na2O, яке має перебувати у проміжку 2,4—3,0.